# ESV Lokomotive Zwickau
Der Eisenbahner-Sportverein Lokomotive Zwickau ist ein deutscher Mehrspartenverein aus Zwickau. Die Fußballabteilung des Vereins steht in der Tradition des VfL Reichsbahn Zwickau. Die Heimspielstätte ist die Sportanlage Zwickau-Marienthal.

## Verein

Logo der BSG Lok

Logo der BSG Lok

Die Wurzeln des Zwickauer Eisenbahnerfußballs reichen bis in die letzten Tage des Jahres 1928 zurück. Am 18. November 1928 vermeldete das Zwickauer Tageblatt in einer Vorschau erstmals ein Spiel des VfL Reichsbahn Zwickau gegen VfL Reichsbahn Plauen. Als weiteren Hinweis auf die Gründung im Jahre 1928 fand sich in der Ausgabe des Zwickauer Tageblattes vom 30. Dezember 1928 ein kurzer Bericht zu einem Spiel des VfL Reichsbahn Zwickau gegen den Fußballring Crossen. In der Vereinsauflistung des Gaus Westsachsen taucht der VfL Reichsbahn Zwickau erstmals am 1. August 1929 mit 24 Mitgliedern auf.
Das Team spielte zunächst auf dem ehemals von vielen Vereinen genutzten Zwickauer Schwanenschloss-Sportplatz und wechselte später auf den bahneigenen Sportplatz an der Bürgerschachtstraße. Die ersten Jahre spielte die Mannschaft in der untersten Spielklasse, der 2. Klasse des Gaus Westsachsen. Bereits 1931, nach der dritten Saison, musste die Mannschaft in Ermangelung spielberechtigten Personals (infolge von Verletzungen und Spielsperren) den vorläufigen Rückzug aus dem Wettkampfbetrieb vollziehen. Erst zur Saison 1933/34 durfte der Verein im Rahmen der Neugliederung der Spielklassen in der 1. Abteilung der 2. Kreisklasse – Gruppe Westsachsen wieder Punktspiele bestreiten. Seit 1. Juni 1939 bestritt der Verein als Reichsbahn SG Zwickau seine Spiele bis zum erstmaligen Aufstieg in die 1. Klasse Plauen-Zwickau zur Saison 1942/43. Das letzte Spiel der Reichsbahn SG Zwickau vor Ende des Zweiten Weltkrieges fand wahrscheinlich im Oktober 1944 statt.
Der 11. März 1947 steht für die Neugründung des Zwickauer Eisenbahnervereins als Sportgruppe Reichsbahn Zwickau und fühlte sich von Anfang an sowohl dem Breiten- als auch dem Leistungssport verpflichtet. Zunächst blieb der Sportplatz an der Bürgerschachtstraße Heimstatt der Fußballer, ehe Anfang 1950 im Rahmen eines Tauschvertrages mit der Stadt Zwickau der Sportplatz an der „Hochwarthe“ in Zwickau-Brand zum neuen Domizil wurde. Durch die landesweite Gründung der Betriebssportgemeinschaften (BSG) entstand 1949 die BSG Reichsbahn Zwickau mit dem Reichsbahnausbesserungswerk (RAW) als Trägerbetrieb. Am 6. Juni 1950 wurde die damalige Sportvereinigung Lokomotive gegründet. Aus der Betriebssportgruppe Reichsbahn bildete sich die Betriebssportgemeinschaft Lokomotive Zwickau. Wie viele Mannschaften der Sportvereinigung Lokomotive trat die BSG im traditionellen Schwarz-Rot an. 1962 erreichte Lok Zwickau erstmals den Aufstieg in die drittklassige Bezirksliga Karl-Marx-Stadt, in der die Zwickauer auf Anhieb hinter Aktivist „Grube Deutschland“ Oelsnitz die Vizemeisterschaft erreichten. In der Folgezeit war die Mannschaft mit zwischenzeitlichen Unterbrechungen bis 1990 in der dritthöchsten Spielklasse der DDR aktiv, verpasste aber die direkte Qualifikation zur neu gegründeten Landesliga Sachsen. Im Anschluss versank der mittlerweile in ESV Lok umbenannte Verein in den Niederungen des lokalen westsächsischen Fußballs. Nach dem Abstieg aus der Bezirksliga 2001 gelang den Eisenbahnern erst zwölf Jahre später (2013) der Wiederaufstieg in die Bezirksliga Sachsen West, der heutigen Landesklasse West.
Aktuell hat der Mehrspartenverein mit 15 Abteilungen insgesamt 2339 Mitglieder.

## Statistik
- Teilnahme am Pokal der SV Lokomotive „Silberne Lok“ der DDR: Erreichen der Endspiele 1949 und 1953
- Teilnahme FDGB-Pokal: 1957, 1987/88

## Personen
- Siegfried Kaiser
- Peter Keller
- Arthur Leib (Trainer)
- Horst Oettler (Trainer)
- Erhard Meinhold (Trainer)
- Heinz Krieger (Trainer)